# 内藤雄太
内藤 雄太（ないとう ゆうた、1983年11月29日 - ）は、神奈川県横須賀市出身の元プロ野球選手（外野手、内野手）。現役時代は横浜DeNAベイスターズに所属していた。

## 来歴・人物

### プロ入り前
1983年、横須賀市で生まれ、小学生時代は横浜スタジアムに通いつめた。ある日の試合前、内藤に「今日打ってくるからな」と声をかけてきた佐伯貴弘がフェンス直撃のタイムリーツーベースを放って以来、ベイスターズと佐伯のファンになったというエピソードがある。横浜商工高等学校では身長が180cmを超えて主軸を任されていたが、2年秋の時点で体重が65kgと体型が細かったため、屈伸運動や毎日500本以上の素振りに取り組み、3年夏には体重を72kgまで増やした。同年の神奈川県大会では桐光学園にベスト16で敗れたものの5試合で3本塁打を放つなど、高校通算では23本塁打を記録した。
高校卒業後は八戸大学に進学。大学では1年春からレギュラーとなり、2年秋から3季連続で北東北大学リーグの首位打者となる。特に四番を務めた3年の春と秋にはリーグ三冠王に輝き、秋はMVPにも選出された。また、2004年の全日本大学選手権では1学年上の三木均を擁して八戸大はベスト4まで進んでいる。2005年の日米大学野球選手権大会では武内晋一とともにクリーンナップを任され、大会タイ記録の打率.563で首位打者を獲得した。また守備でも見せ場を作り、プロのスカウトから高い評価を受けた。大学通算27本塁打を記録、ベストナイン3回。同年の大学・社会人ドラフトで横浜ベイスターズに3巡目指名を受け、契約金と年俸それぞれ8,000万円、1,400万円（いずれも推定）で入団した。

### プロ入り後
2006年6月9日のオリックス・バファローズ戦でプロ初安打を記録。
2007年、2008年と一軍出場はなかった。ファームでは2007年は打率.216に終わるも、2008年は主に中軸を任され、打率.261、10本塁打、44打点の成績を残す。
2009年、オープン戦から好調を維持して開幕一軍入りを果たし、三年ぶりに一軍の試合に出場する。開幕6試合目では5番・一塁手でスタメン起用される。同じ左打者であった打撃コーチの駒田徳広に重点的に指導され、新人王有資格者で最多の5本塁打を放つなど、ブレイクの一年となった。主に左の代打の切り札として69試合に出場。三塁手13試合、中堅手10試合、一塁手9試合、左翼手3試合、右翼手1試合で起用されていずれも無失策と、どの守備位置も無難にこなした。
2010年は一軍では打率1割台に終わったが、二軍では、10本塁打を記録した。
2011年、開幕戦の4月12日の対中日ドラゴンズ戦で、4対4で迎えた9回裏1アウト一・三塁の場面で代打で出場し、浅尾拓也からサヨナラ安打を放ち、チームは8年振りの開幕戦に勝利し、ヒーローインタビューでは涙を見せた。その後も二軍落ちすることなくシーズンを一軍で過ごし、自己最多の試合出場を記録した。また守備では、外野、一塁、三塁に加え二塁も守り、練習ではキャッチャーの練習もするなど、マルチプレイヤーぶりを見せた。
2012年、一軍で8試合に出場。4月6日の試合ではノーヒットノーランを達成した前田健太から、四球を選んだ。8月7日の東京ヤクルトスワローズ戦(明治神宮野球場)では、8回表に代打で出場し満塁から走者一掃の適時三塁打を放ったが、これが最後の出場、安打となった。
2013年には、一軍での出場機会がなく、シーズン終了後の秋季キャンプで中畑清監督に高く評価されながら10月29日に球団から戦力外を通告された。しかし、内藤を2014年の戦力構想に入れていた中畑への事前説明を欠いたままフロントが戦力外を通告したため、中畑は通告後に高田繁ゼネラルマネジャーと会談。これに対して、高田は「（内藤のプレーを前年から）ずっと見ていたファームのコーチの方が（内藤の力を）判断できる」という理由で、通告を撤回しなかった。結局、内藤は通告後に第1回12球団合同トライアウトへ参加したものの、「気持ちに踏ん切りが付いた。世間を勉強して家族のために頑張りたい」として11月20日に現役引退を表明。引退記者会見では、戦力外通告をめぐる前述の経緯から、「『まだできるのでは』という期待もあったし、現場が知らないでクビになるのは残念。自分のような選手はこれから出て欲しくない」と訴えた。

### 引退後
2014年1月からスポーツ用品専門店で販売アドバイザーを務めている。今後は「スポーツオーソリティ」の上大岡店など県内3店舗で働きながら、会社が企画する野球教室などで普及活動にも携わる。
その後2015年にカシマヤ製作所に転職し、バッティンググローブに関する資料作りや管理を担当している。

## 選手としての特徴
抜群の打撃センスで勝負強さも光る強打の外野手。遠投105m、50m走のタイムは6秒3、本塁から一塁までは4秒3を記録。

## 詳細情報

### 年度別打撃成績
| 年 度     | 球 団     | 試 合 | 打 席 | 打 数 | 得 点 | 安 打 | 二 塁 打 | 三 塁 打 | 本 塁 打 | 塁 打 | 打 点 | 盗 塁 | 盗 塁 死 | 犠 打 | 犠 飛 | 四 球 | 敬 遠 | 死 球 | 三 振 | 併 殺 打 | 打 率 | 出 塁 率 | 長 打 率 | O P S |
| --------- | --------- | ----- | ----- | ----- | ----- | ----- | -------- | -------- | -------- | ----- | ----- | ----- | -------- | ----- | ----- | ----- | ----- | ----- | ----- | -------- | ----- | -------- | -------- | ----- |
| 2006      | 横浜 DeNA | 2     | 4     | 4     | 0     | 1     | 0        | 0        | 0        | 1     | 0     | 0     | 0        | 0     | 0     | 0     | 0     | 0     | 1     | 0        | .250  | .250     | .250     | .500  |
| 2009      | 横浜 DeNA | 69    | 95    | 87    | 11    | 22    | 5        | 1        | 5        | 44    | 14    | 1     | 0        | 1     | 0     | 7     | 0     | 0     | 22    | 1        | .253  | .309     | .506     | .814  |
| 2010      | 横浜 DeNA | 32    | 35    | 32    | 0     | 4     | 0        | 0        | 0        | 4     | 2     | 0     | 0        | 2     | 0     | 1     | 0     | 0     | 12    | 2        | .125  | .152     | .125     | .277  |
| 2011      | 横浜 DeNA | 99    | 198   | 184   | 18    | 41    | 8        | 0        | 1        | 52    | 20    | 0     | 0        | 0     | 3     | 11    | 1     | 0     | 58    | 2        | .223  | .263     | .283     | .546  |
| 2012      | 横浜 DeNA | 8     | 7     | 6     | 0     | 1     | 0        | 1        | 0        | 3     | 3     | 0     | 0        | 0     | 0     | 1     | 0     | 0     | 1     | 0        | .167  | .286     | .500     | .786  |
| 通算：5年 | 通算：5年 | 210   | 339   | 313   | 29    | 69    | 13       | 2        | 6        | 104   | 39    | 1     | 0        | 3     | 3     | 20    | 1     | 0     | 94    | 5        | .220  | .265     | .332     | .597  |

- 横浜（横浜ベイスターズ）は、2012年にDeNA（横浜DeNAベイスターズ）に球団名を変更

### 年度別守備成績
| 年 度 | 一塁 | 一塁 | 一塁 | 一塁 | 一塁 | 一塁   | 二塁 | 二塁 | 二塁 | 二塁 | 二塁 | 二塁   | 三塁 | 三塁 | 三塁 | 三塁 | 三塁 | 三塁   | 外野 | 外野 | 外野 | 外野 | 外野 | 外野   |
| 年 度 | 試合 | 刺殺 | 補殺 | 失策 | 併殺 | 守備率 | 試合 | 刺殺 | 補殺 | 失策 | 併殺 | 守備率 | 試合 | 刺殺 | 補殺 | 失策 | 併殺 | 守備率 | 試合 | 刺殺 | 補殺 | 失策 | 併殺 | 守備率 |
| ----- | ---- | ---- | ---- | ---- | ---- | ------ | ---- | ---- | ---- | ---- | ---- | ------ | ---- | ---- | ---- | ---- | ---- | ------ | ---- | ---- | ---- | ---- | ---- | ------ |
| 2006  | -    | -    | -    | -    | -    | -      | -    | -    | -    | -    | -    | -      | -    | -    | -    | -    | -    | -      | 1    | 1    | 0    | 0    | 0    | 1.000  |
| 2009  | 9    | 32   | 2    | 0    | 1    | 1.000  | -    | -    | -    | -    | -    | -      | 13   | 6    | 4    | 0    | 0    | 1.000  | 14   | 6    | 0    | 0    | 0    | 1.000  |
| 2010  | -    | -    | -    | -    | -    | -      | -    | -    | -    | -    | -    | -      | -    | -    | -    | -    | -    | -      | 17   | 15   | 0    | 0    | 0    | 1.000  |
| 2011  | 13   | 46   | 4    | 1    | 5    | .980   | 2    | 3    | 1    | 1    | 1    | .800   | -    | -    | -    | -    | -    | -      | 49   | 57   | 1    | 0    | 0    | 1.000  |
| 2012  | -    | -    | -    | -    | -    | -      | -    | -    | -    | -    | -    | -      | 1    | 0    | 0    | 0    | 0    | .000   | -    | -    | -    | -    | -    | -      |
| 通算  | 22   | 78   | 6    | 1    | 6    | .988   | 2    | 3    | 1    | 1    | 1    | .800   | 14   | 6    | 4    | 0    | 0    | 1.000  | 81   | 79   | 1    | 0    | 0    | 1.000  |

### 記録
- 初出場・初先発出場：2006年6月8日、対東北楽天ゴールデンイーグルス5回戦（フルキャストスタジアム宮城）、8番・右翼手で先発出場
- 初打席：同上、2回表に愛敬尚史から左飛
- 初安打：2006年6月9日、対オリックス・バファローズ4回戦（横浜スタジアム）、9回裏に川村丈夫の代打で出場、加藤大輔から三塁内野安打
- 初打点：2009年4月8日、対読売ジャイアンツ2回戦（横浜スタジアム）、5回裏に福田聡志から遊撃ゴロの間に記録
- 初本塁打：2009年4月12日、対東京ヤクルトスワローズ3回戦（横浜スタジアム）、2回裏に川島亮から右越ソロ
- 初盗塁：2009年4月19日、対阪神タイガース3回戦（横浜スタジアム）、7回裏に二盗（投手：阿部健太、捕手：狩野恵輔）

### 背番号
- 39 （2006年 - 2013年）